# Ievguenia Gorokhova
Ievguenia Aleksandrovna Gorokhova (en russe : Евгения Александровна Горохова) est une joueuse de volley-ball russe née le 23 janvier 1991. Elle mesure 1,85 m et joue au poste de réceptionneuse-attaquante. 

## Clubs
| Club            | Pays   | De        | À         |
| --------------- | ------ | --------- | --------- |
| Leningradka-2   | Russie | 2007-2008 | 2010-2011 |
| Leningradka     | Russie | 2011-2012 | 2011-2012 |
| SDOUSCHOR-Ekran | Russie | 2012-2013 | …         |